# The Lighthouse by the Sea (1924)
The Lighthouse by the Sea is een stomme avonturenfilm uit 1924 van regisseur Malcolm St. Clair met acteur William Collier in de menselijke hoofdrol. De grote ster van de film was echter de hond Rin Tin Tin, het bekendste dier in films uit de jaren '20 van de twintigste eeuw. 

## Rolverdeling
| Acteur              | Personage      |
| ------------------- | -------------- |
| William Collier jr  | Albert Dorn    |
| Rin Tin Tin         | Rinty          |
| Louise Fazenda      | Flora Gale     |
| Charles Hill Mailes | Caleb Gale     |
| Douglas Gerrard     | Edward Cavanna |
| Matthew Betz        | Joe Dagget     |
| Joseph W. Girard    | Inspecteur     |
| Lew Harvey          | Shifty Eye     |
| Texas Kid           | Heandlanger    |